# 中村卓彦
中村 卓彦（なかむら たくひこ、1928年1月31日 - 1995年3月10日）は、昭和から平成時代の労働運動家。日本鉄鋼産業労働組合連合会（鉄鋼労連）委員長。福岡県北九州市生まれ。

## 経歴
1945年4月陸軍幼年学校卒業、陸軍予科士官学校に入学、在学中に敗戦。1947年2月日本製鐵に入社、八幡製鐵所化工部に勤務。1951年3月明治工業専門学校二部卒業。1955年2月八幡製鉄労組専従執行委員。同年に八幡製鉄労組内のインフォーマルグループ・盟友会に入会。先輩の宮田義二が自宅で開いていた「宮田学校」の門下生にもなった。1960年8月同志会の蔀充にかわり八幡製鉄労組書記長に選出。1968年IMF-JC事務局次長。1970年八幡製鐵と富士製鐵の合併に伴う新日鐵労協事務局長。1972年新日鐵労連初代会長。1978年9月鉄鋼労連委員長（1986年まで4期）。1984年9月金属労協第3代議長（1990年9月まで）。1986年鉄鋼労連会長。1987年連合総研理事長（1994年まで）。1995年連合総研顧問在任中に死去。
宮田義二の弟子。盟友会に入会した当時から宮田の後継者と目された。宮田とともに八幡製鉄労組・鉄鋼労連の主導権を握り、労使協調路線・生産性向上運動を推進。宮田の後継者として八幡製鉄労組書記長、鉄鋼労連委員長、金属労協議長を務めた。1980年9月に民間6単産の代表で労働戦線統一推進会のメンバー、1981年12月に労働戦線統一準備会幹事、1982年11月から1987年11月に全民労協副議長を務め、民間主導の労働戦線統一を推進した。
米国鉄鋼労組での研修経験がある。